# 436 Patricia
436 Patricia è un asteroide della fascia principale del sistema solare del diametro medio di circa 59,53 km. Scoperto nel 1898, presenta un'orbita caratterizzata da un semiasse maggiore pari a 3,2028319 UA e da un'eccentricità di 0,0620760, inclinata di 18,47884° rispetto all'eclittica.
L'origine del suo nome è sconosciuta.